# Simon Dawkins
Simon Jonathan Dawkins (Edgware, 1º dicembre 1987) è un ex calciatore giamaicano, di ruolo attaccante.

## Carriera

### Club
Cresciuto nelle giovanili del Tottenham, Dawkins ha firmato il suo primo contratto professionistico nel 2004, ma non è mai riuscito a debuttare in prima squadra. Nel 2008 è stato ceduto in prestito al Leyton Orient, con cui ha collezionato 11 presenze.
Dopo alcuni anni lontano dai riflettori, nel 2011 è stato mandato in prestito ai San Jose Earthquakes nella Major League Soccer, dove si è messo in evidenza con 14 reti in 53 presenze nelle sue prime due stagioni. Le sue buone prestazioni gli hanno permesso nel 2013 un breve passaggio in Premier League con l’Aston Villa, con cui ha disputato 4 incontri.
Nello stesso anno è stato acquistato dal Derby County, club con cui ha giocato per tre stagioni in EFL Championship, collezionando 60 presenze e segnando 7 reti. Nel 2016 è tornato ai San Jose Earthquakes, con cui ha disputato altri due campionati di MLS.
Nel 2019 ha avuto una breve esperienza con l’Ipswich Town, seguita da un periodo di inattività. Ha chiuso la carriera tra il 2022 e il 2023 con il Monterey Bay F.C. nella USL Championship, dove ha totalizzato 39 presenze e una rete, annunciando infine il ritiro nel 2024.

### Nazionale
Viene convocato per la Copa América Centenario negli Stati Uniti, ma non può parteciparvi per infortunio e viene sostituito da Joel Grant.